# Abronicidae
Abronicidae zijn een familie van weekdieren uit de klasse van de Gastropoda (slakken).

## Geslachten
- Abronica Cella, Carmona, Ekimova, Chichvarkhin, Schepetov & Gosliner, 2016